# Mayra Pinheiro
Mayra Isabel Correia Pinheiro, mais conhecida como Mayra Pinheiro (Fortaleza, 21 de novembro de 1966), é uma médica e política brasileira filiada ao Partido Liberal (PL). É conhecida por sua atuação no Ministério da Saúde durante a pandemia de COVID-19 e por sua defesa do chamado "tratamento precoce", o que lhe rendeu o apelido de "Capitã Cloroquina".

## Biografia

### Início de vida
Mayra Isabel Correia Pinheiro nasceu em Fortaleza, Ceará, em 21 de novembro de 1966.

### Formação acadêmica
Mayra Pinheiro formou-se em Medicina em 1991 pela Universidade Federal do Ceará (UFC). É pediatra.

## Carreira política
Mayra Pinheiro iniciou sua trajetória política com atuação em movimentos de classe médica. Presidiu o Sindicato dos Médicos do Ceará entre 2015 e 2018. Ganhou notoriedade nacional por sua oposição ao programa Mais Médicos e por sua defesa de tratamentos sem eficácia comprovada para a COVID-19.

### Ministério da Saúde
Em 2019, Mayra Pinheiro foi nomeada Secretária de Gestão do Trabalho e da Educação na Saúde do Ministério da Saúde, cargo que ocupou desde o início do governo de Jair Bolsonaro. Sua gestão foi marcada pela defesa do chamado "tratamento precoce" contra a COVID-19, que incluía medicamentos como cloroquina e hidroxicloroquina, apesar da falta de comprovação científica de sua eficácia. Ela deixou o cargo em fevereiro de 2022.

### Candidaturas e mandatos
Nas eleições de 2014, Mayra Pinheiro foi candidata a deputada federal pelo Ceará pelo PSDB, mas não foi eleita.
Em 2018, concorreu ao Senado pelo PSDB, obtendo 882 mil votos, mas não conseguiu se eleger.
Nas eleições de 2022, Mayra Pinheiro foi candidata a deputada federal pelo Ceará e obteve 71.214 votos, ficando como suplente pelo PL.
Assumiu o mandato de deputada federal em 16 de setembro de 2024, em substituição a André Fernandes, titular da cadeira pelo PL, que se licenciou para disputar a prefeitura de Fortaleza. Permaneceu no cargo até 18 de janeiro de 2025, quando o deputado retornou ao exercício do mandato.

## Atuação parlamentar
Durante seu mandato na Câmara dos Deputados, Mayra Pinheiro integrou a Secretaria da Mulher como titular e atuou nas comissões de Comunicação (como suplente) e de Saúde (como titular).

## Controvérsias
Mayra Pinheiro ganhou o apelido de "Capitã Cloroquina" devido à sua forte defesa do uso de medicamentos sem eficácia comprovada, como a cloroquina e a hidroxicloroquina, no tratamento da COVID-19. Ela foi apontada como responsável pela plataforma TrateCov, um aplicativo que promovia o "tratamento precoce" e que foi alvo de investigações.
Sua atuação no Ministério da Saúde e suas declarações sobre a pandemia foram amplamente criticadas por especialistas e pela comunidade científica, que alertavam para a falta de evidências sobre a eficácia desses medicamentos e os riscos à saúde pública. Mayra Pinheiro depôs na CPI da COVID no Senado, onde defendeu a autonomia dos médicos para prescreverem os medicamentos do "kit COVID" e afirmou que o Ministério da Saúde tinha autonomia em relação à Organização Mundial da Saúde (OMS).

## Desempenho eleitoral
| Ano  | Eleição           | Partido | Cargo            | Votos   | Resultado  | Ref.   |
| ---- | ----------------- | ------- | ---------------- | ------- | ---------- | ------ |
| 2014 | Estadual do Ceará | PSDB    | Deputada federal | 25.835  | Suplente   | [ 10 ] |
| 2018 | Estadual do Ceará | PSDB    | Senadora         | 882.019 | Não eleita | [ 11 ] |
| 2022 | Estadual do Ceará | PL      | Deputada federal | 71.214  | Suplente   | [ 12 ] |